# Худеющий
«Худеющий» (англ. Thinner) — роман американского писателя Стивена Кинга, написанный в жанре мистики и впервые опубликованный издательством New American Library в 1984 году под псевдонимом Ричард Бахман. Согласно основной сюжетной линии, преуспевающий адвокат Билли Халлек случайно насмерть сбивает цыганку, переходящую дорогу. Благодаря своим связям, протагонисту удаётся избежать наказания. Однако отец погибшей накладывает на героя заклятье, из-за которого тот начинает бесконтрольно терять вес. Стивен Кинг, страдающий на момент написания произведения ожирением, придумал канву романа после ежегодного осмотра у врача.
После выхода книги множество СМИ обсуждали схожесть произведений Бахмана и Кинга. В конце концов поклонник творчества писателя Стивен Браун на основе данных об авторском праве из Библиотеки Конгресса США, нашёл доказательства того, что это одно и то же лицо. Тайна псевдонима Кинга была раскрыта и продажи романа увеличились в десять раз. Всего было продано свыше трёх миллионов экземпляров «Худеющего». Литературные критики восприняли роман неоднозначно. Некоторым обозревателям не понравился литературный обман и пессимистичный финал, другие эти же черты возводили как неоспоримые достоинства книги. Хвалили рецензенты и сложившуюся стилистику романа. На основе произведения в 1996 году был выпущен одноимённый фильм.

## Сюжет
38-летний преуспевающий и высокомерный адвокат Уильям (Билли) Халлек (англ. William «Billy» Halleck), страдающий от лишнего веса, сбивает насмерть 74-летнюю цыганку Сюзанну Лемке (англ. Susanne Lemke); Халлек отвлёкся во время вождения из-за того, что его жена Хейди (англ. Heidi Halleck) решила заняться с ним мастурбацией. Пользуясь хорошими связями в полиции и суде, он избегает наказания. Отец погибшей, 106-летний Тадуз Лемке (англ. Taduz Lemke), желая отомстить, накладывает на Билли проклятие: он начинает стремительно худеть. Обеспокоенный Билли обращается к врачу Майклу Хаустону (англ. Michael Houston), подозревая рак; однако после полного обследования тот признаётся, что не может назвать причину потери веса. Позже Халлек узнаёт, что судья Кэри Россингтон (англ. Cary Rossington), вынесший ему оправдательный приговор, покрылся чешуёй и постепенно превращался в аллигатора, а полицейский Дункан Хопли (англ. Duncan Hopley), также причастный к этому делу, был поражён тяжелейшей формой акне; в итоге оба покончили жизнь самоубийством. Халлек нанимает детектива, чтобы разыскать Лемке, надеясь уговорить его снять проклятие. Через некоторое время Билли сам отправляется на его поиски. После этого Хейди объявляет Билли сумасшедшим и, желая отправить мужа на принудительное лечение, организует его поиски (впрочем, безуспешные). Билли наконец находит Лемке, но тот отказывается снять проклятие, а его правнучка Джина Лемке (англ. Gina Lemke) простреливает Билли руку насквозь.
Тогда Билли обращается к своему старому другу — гангстеру Ричарду (Молотку) Джинелли (англ. Richard «The Hammer» Ginelli). Тот, действуя силовыми методами, убеждает Лемке снять заклятие. Он встречается с Билли и перемещает заклятие в клубничный пирог — чтобы избавиться от него окончательно, Билли должен сделать так, чтобы пирог съел другой человек, к которому и перейдёт проклятие, в противном случае, оно вернётся к Билли через 2 недели; при этом Лемке советует Билли съесть его самому, чтобы умереть с достоинством. Халлек возвращается домой. В машине он находит отрубленную руку Джинелли и понимает, что тот мёртв. Билли выбирает для намеченной цели свою жену, поскольку считает, что она виновата в смерти цыганки и вручает пирог ей. Но проснувшись на следующее утро, Билли обнаруживает, что к нему неожиданно приехала его 14-летняя дочь Линда (англ. Linda Halleck) и она ела пирог вместе с матерью. Понимая, что они обе обречены, Халлек отрезает себе самый большой и красивый кусок пирога.

## Создание

### От идеи к публикации
Идея книги пришла писателю во время планового ежегодного осмотра у врача. Стивен знал, что располнел. Едва он зашёл в кабинет, как доктор попросил его встать на весы. Кинг вспоминал, как злился на медика, за то, что тот не дал ему раздеться и не отпустил предварительно в туалет. Врач сообщил автору, что у него повышен уровень холестерина, а вес значительно превышает норму:204—205 — этот показатель составлял 236 фунтов. Он порекомендовал отказаться от курения сигарет и начать худеть. Кинг пришёл в ярость — даже список покупок, написанный из под его пера, мог попасть в список бестселлеров The New York Times, и никто, кроме его жены, не мог ему указывать, что делать. Несколько дней писатель занимался только тем, что спал и курил сигареты. «Я злился на мерзкого врача: нет, ну наглец! Хочет заставить меня пойти на жуткие жертвы ради спасения моей же жизни!»:204-205.
После того, как он успокоился, автор всё же решил сбросить вес и сократить количество потребляемых сигарет. Когда ему удалось избавиться от нескольких фунтов, он обрадовался и одновременно огорчился: «Как только вес действительно стал уходить, я начал осознавать, что сброшенные килограммы — часть меня, и мне вдруг захотелось их вернуть. И тогда я задумался о том, что произойдет, если кто-то начнет худеть и не сможет остановиться»:204—205. Временами у писателя возникала параноидальная мысль, что весы всегда будут показывать большие цифры, вне зависимости от его усилий. Кинг взвешивался только утром и исключительно без одежды. Сам процесс он считал экзистенциональным, а после стал относиться к нему с юмором. Главная тема книги сосредотачивается на том, насколько зависит восприятие реальности от физиологического размера. В повествовании некоторые герои разговаривают на цыганском. Не зная этого языка, Кинг обратился к старым чехословацким изданиям и наобум выписал оттуда несколько случайных фраз. Это было замечено: «Читатели меня прищучили — и поделом, нечего было лениться», — писал автор:232-233.
Произведение было написано летом 1983 года. Роман был опубликован как пятая книга Ричарда Бахмана в ноябре 1984 года. Это было первое произведение Бахмана, которое вышло в твёрдом переплёте. В мае того же года книгу представляли на Конференции американских книготорговцев как «выбор ассоциации». Роман активно рекламировался и продвигался в книжных магазинах по всей стране. Элейн Костер в рекламных письмах, предназначенных для ознакомительных экземпляров, писал: «Я опытный редактор, которому посчастливилось издать некоторые самые классные романы ужасов из когда-либо написанных, и, признаюсь честно, меня довольно сложно заинтриговать новым именем автора, работающего в жанре хоррор. Сегодня такой автор появился». Костер знал, что на самом деле автором «Худеющего» был Стивен Кинг, но подавлял желание раскрыть личность писателя, уважая решение Кинга сохранить его в тайне:229-230.
Рабочее название романа — «Цыганский пирог» (англ. Gypsy Pie). Впоследствии оно стало именованием 27 главы. Книга была посвящена жене Ричарда, Клаудии Инес Бахман. В произведении фигурируют около 60 персонажей. Мафиозо Ричард Джинелли также появится в цикле «Тёмная Башня» как один из подручных наркобарона Баллазара. Джинелли встречается и в рассказе «Растение», только если в «Худеющем» он владеет рестораном «Три брата», то в «Растении» заведение называется «Четыре отца». По состоянию на 1996 год роман выдержал 25 переизданий в твердом переплёте. К сентябрю 1985 года было продано 2,5 млн экземпляров «Худеющего», восемью неделями позже этот показатель возрос до 3 млн 50 тысяч копий. Аудиокнига, озвученная Джо Мантенья, была выпущена на CD-дисках Penguin Audiobooks в феврале 2009 года. К тридцатилетнему юбилею книги было выпущено 26 экземпляров делюкс-издания романа с иллюстрациями Леса Эдвардса и введением Джонни Мэйнса. Эти копии были подписаны самим Кингом. Права на публикацию романа с 2016 года принадлежат издательству Scribner. В России впервые роман был опубликован в 1993 году в переводе А. Фредерикса под названием «Худей!». На русский язык его также переводили Д. Згерский и Е. Харитонова, Э. Кордонская, Т. Покидаева.

### Разоблачение
На обороте романа был изображён Ричард Мэньюэл, друг литературного агента Кинга Кирби Маккоули. Он занимался строительством домов недалеко от города Сент-Пол в штате Миннесота. Маккоули специально искал человека, который бы жил в глубинке, подальше от Нью-Йорка, чтобы снизить вероятность его узнавания на улице. Мэньюэл был в восторге от своей роли. Поток звонков от друзей и знакомых, отметивших сходство с Бахманом, долгое время не прекращался после выхода книги. Произведение возродило интерес к предыдущим работам Бахмана, большинство которых и спустя шесть лет находились в продаже, что было необычно для предположительно безвестного автора:230.

Когда Кинг писал за Бахмана, он задействовал определённую часть сознания, примерял чужой образ, становился кем-то иным

Вскоре некоторые читатели стали слать Бахману гневные письма, с обвинениями в копировании стиля Стивена Кинга и угрозами. Некоторые задумались, не является ли Кинг и Бахман одним и тем же человеком. Этот вопрос обсуждался в многочисленных ток-шоу, в том числе передаче «Доброе утро, Америка». Стивен от этих рассуждений открещивался, и в некоторых интервью говорил, что встречался с Ричардом. Тот, по его описаниям, был нелюдим, занимался разведением кур и якобы не хотел общаться с журналистами. «Бедняга… одинокий, уродливый сукин сын», — описывал его Кинг. Представитель сети книжных магазинов Б. Далтон созвонился с издателем книги New American Library и пообещал приобрести 30 тысяч экземпляров романа, если издательство подтвердит слухи:230—231.
Тайну смог раскрыть Стивен П. Браун, сотрудник книжного магазина в Вашингтоне. Будучи большим поклонником Кинга, он также читал все работы Бахмана. У него имелся рекламный экземпляр «Худеющего», поступивший в магазин за несколько месяцев до официального выхода книги в продажу. Браун был уверен на 80 %, что оба автора — один человек. Их творческий стиль, по сути, разделяли только более трагичные концовки:230—232. В одной из сцен книги главный герой сравнивал происходящее с романами Кинга, также некоторые фрагменты текста были выделены курсивом, что дополнительно намекало на личность автора. Стивен отправился в Библиотеку Конгресса, в которой хранятся копии всех документов об авторском праве, и проверил, кому принадлежат права на каждый из первых четырёх романов Бахмана:230—232. Почти во всех случаях стоял копирайт Кирби Маккоули, а правообладателем романа «Ярость» значился Кинг. Сделав ксерокопию с улики, клерк послал её Кингу с письмом, спрашивая, будет ли писатель возражать, если Браун раскроет эти сведения в одной из газет. Спустя две недели в магазине Брауна раздался звонок: «Стив Браун? Это Стивен Кинг. Итак, мы оба знаем, что Бахман — это я, давайте решать вопрос… Поговорим?»:230-231. Писатель в течение дня обзванивал все книжные магазины округа, так как не знал, в котором из них работает Браун.
Кинг был рад, что его рассекретил неизвестный поклонник, а не ищущие сенсации журналисты. Браун на протяжении трёх ночей общался с писателем по телефону, записывая ответы на магнитофон. «Кинг держался спокойно и постоянно шутил. Он вовсе не казался расстроенным тем, что я раскрыл его тайну», — позже вспоминал он. Интервью было издано в газете The Washington Post. И вопросы Брауна, и ответы Кинга получились чересчур грубыми и циничными. Клерк во всём обвинил газетчиков, якобы извративших его материал. Помочь внести ясность в ситуацию могла бы плёнка с записью, однако Браун случайно её удалил. Кинг не ввязывался в конфликт и 9 февраля 1985 года в Bangor Daily News с его подачи была опубликована статья под названием «Псевдоним держал в тайне пять романов Кинга»:230—232. Интервью Брауна также попало в сборник эссе Кинга «Королевство Страха».
После этих событий тираж романа увеличился в десять раз — с 28 тысяч экземпляров до 280. Своеобразной местью писателя стала смерть похожего на Брауна персонажа в романе «Тёмная половина». Историю разоблачения Стивен окончил статьёй «Как я был Бахманом», включённой в переиздание всех пяти романов «Книги Бахмана», вышедшее в марте 1985 года. После пресс-секретарь писателя объявил, что Ричард Бахман скончался от «рака псевдонима — редкой формы шизономии». В июне Стивен и его приятели на центральном кладбище Бангора устроили шутовские похороны, опустив в могилу картонный гроб. Некролог, произнесённый Стивеном, был кратким: «Наконец-то я избавился от этого сукиного сына». Позже Кинг признался, что отнесся несерьёзно к Ричарду, и на самом деле его литературное альтер эго умерло не от рака, а от шока — ощущения того, что люди просто не позволят существовать ему в одиночку. Бахман, будучи вампирической стороной существования Кинга, был убит солнечным светом, разоблачением.

## Критика
| Год  | Рейтинг                                      | Издание | Место |
| ---- | -------------------------------------------- | ------- | ----- |
| 2024 | «Лучший роман Стивена Кинга»                 | Forbes  | 9     |
| 2024 | «Рейтинг всех 77 книг Стивена Кинга»         | Esquire | 58    |
| 2013 | «Стивен Кинг. 10 книг, которым нужен сиквел» | Time    | 9     |

Иллюстрация Леса Эдвардса

К октябрю 1985 года сразу четыре работы писателя вошли в рейтинг бестселлеров газеты The New York Times: «Худеющий», «Команда скелетов», «Талисман» и «Книги Бахмана»:239-240. Причем «Худеющий» достиг в нём первой строчки и пробыл в списке 41 неделю. Роман получил благосклонные отзывы от одного из авторитетнейших книжных клубов — «Литературной гильдии». Писателя позабавил комментарий одного из старейших членов клуба: «Так бы писал Стивен Кинг, умей он писать»:231. Подобный литературный обман впоследствии сравнивали с ситуацией вокруг романа «Зов кукушки» Джоан Роулинг. Патрик Тэггарт, обозреватель Cox News Service, писал что имя Ричарда Бахмана не могло ввести в заблуждение читателей. Цыганское проклятие и отвратительные превращения пропитаны стилем Кинга. Журналист Вадим Эрлихман подчеркнул отсутствие счастливой концовки, и считал, что роман примечателен исключительно потому, что благодаря ему Кинг сумел избавиться от своего двойника.
Роман получил негативный отзыв от The New York Times. Кристофер Леман-Хаут негативно отнёсся к авторству Кинга, считая, что его имя используется как бренд и клише. Большая часть кульминационных действий загоняется в угол и представляются с ретроспективной точки зрения. В произведении нет логики и смысла, а псевдоним использовался писателем только потому, что ему было стыдно за написанное. Дон Херрон считал смерть Джинелли неубедительной. Среди достоинств романа он подчеркнул окончательно сложившийся стиль писателя — аккуратно выполненный и популярно-развлекательный. На зрелость стиля писателя указал и Джордж Бим. Стивену Спигнесси больше всего в истории «Худеющего» понравилось пессиместичная, неизбежная и удручающая концовка в лучших традициях Ричарда Бахмана.
Дэвид Финнис, обозреватель Examiner.com, писал, что ужас книги передается удивительно эффективным способом по своей простоте. Постоянная потеря веса придаёт повествованию черты «гонки на время», и даже нездоровая пища в лучшем случае только замедляет процесс. Наиболее живым персонажем из всех был назван Джинелли. Осада цыганского табора с его участием — один из главных моментов книги. Несмотря на то, что цыгане предстают в «Худеющем» как антагонисты, их вендетта c Халлеком вполне оправдана. К слабым местам романа критик отнёс неполное раскрытие персонажа Линды и спорный финал. Майкл Коллинз видел в заявленном как ужастик романе множество объективных и объяснимых явлений, проявление же сверхъестественного ужаса закалялось реализмом.
Джордж Бим сравнивал Билла Халлека с Джонни Смитом из «Мёртвой зоны». Он также является жертвой колеса судьбы. Другие авторы относились к нему более негативно. Джеймс Смит, обозреватель The Guardian называл его «полным мудаком», который не признаёт вины за свои действия. Вместо искупления за смерть старушки он использует мафию для достижения своих целей, а также обвиняет во всех бедах свою жену. Последние страницы романа не столь самоотвержены — он решает пройти путь покаяния через самоуничтожение. Несмотря на то, что Кинг неоднократно пользовался тематикой несимпатичных протагонистов — в их числе Кэрри, Луис Крид, Джек Торранс, всё же Билл Халлек опережает каждого из них на один шаг. Даже невинная дочь главного героя оказывается наказанной из-за его эгоистичных действий. «Честно говоря, я хотел, чтобы он страдал. Получить удовольствие от действа можно только с этой точки зрения». Финал романа показался обозревателю тёмным и холодным — без надежды и пути назад.

## Экранизация
Продюсер Дино де Лаурентис предлагал Сэму Рэйми сделать театральную постановку «Худеющего», однако вместо этого он занял пост режиссёра фильма «Зловещие мертвецы 2». Роман был экранизирован в 1996 году режиссёром Томом Холландом. Премьера в кинотеатрах состоялась 25 октября. Билла сыграл Роберт Джон Берк, Джинелли — Джо Мантенья. Сам Стивен Кинг снялся в эпизодической роли фармацевта доктора Бангора. Критические отзывы в основном были неоднозначными. Рейтинг фильма на агрегаторе Rotten Tomatoes составляет 16 % из 100. При бюджете в 14 миллионов долларов сборы фильма в домашнем прокате составили чуть более 15 миллионов. Первый уик-энд принёс фильму третье место с 5,6 млн долларов сборов. Фильм выпал из первой десятки после двух недель проката. «Худеющий» был номинирован на премию «Сатурн» в категории «Лучший грим». Слоган фильма — «Пусть проклятие соответствует преступлению».
Кинг остался недоволен получившейся лентой, поэтому часть сцен была переснята и премьера фильма была передвинута на более поздний срок. По мнению Джорджа Бима, по объёму событий роман больше напоминал повесть, поэтому для экранизации требовалось доработать сценарий, однако любое отступление от оригинала не нравилось писателю. В итоге фильм, пытавшийся угодить всем, не угодил никому. Пропитанный омерзительной сатирой на современные диеты, он вызывает ипохондрические настроения по случаю внезапной потери веса как симптома серьёзного заболевания. «Постепенно тайны и страхи уступают место низкосортному триллеру про охоту на цыган», — писал Entertainment Weekly. К числу главных недостатков картины относили неубедительную версию как полного, так и худого Халлека. В первой заметны латексные накладки, во второй актёр не выглядел истощённым.